# Генрих IV (герцог Лимбурга)
 Генрих IV (фр. Henri IV de Limbourg, нем. Heinrich IV von Limburg; 1195/1200 — 25 февраля 1247) — граф Берга с 1225 года, герцог Лимбурга и граф Арлона с 1226 года. Старший сын Валерана III, герцога Лимбурга и графа Арлона, и Кунигунды, дочери герцога Лотарингии Ферри I.

## Биография
При жизни отца Генрих носил титул сеньора Моншау, однако после смерти последнего эти владения перешли к младшему брату Генриха, Валерану II.
В 1217 году Генрих женился на Ирменгарде, дочери графа Берга Адольфа V, погибшего при осаде Дамиетты в 1218 году. Наследовать графство Берг должны были Ирменгарда и её муж Генрих, однако этому воспротивился архиепископ Кёльна Энгельберт I, брат покойного графа Адольфа. 
Вскоре разгорелся конфликт между отцом Генриха, Валераном III, и Энгельбертом. Валеран, находившийся в союзе с графом Клеве Дитрихом V и своим зятем, графом Юлиха Вильгельмом II, не имел достаточно сил для победы. Генрих и его отец не смогли добиться успеха в этом конфликте, а после того как 20 июня 1220 года граф Дитрих был разбит, Валеран пошёл на мирные переговоры с Энгельбертом. В итоге в августе в Кёльне он был вынужден заключить новый мирный договор с Энгельбертом, который сохранил контроль за Бергом, однако Генрих и Ирменгарда должны были наследовать Берг после смерти архиепископа.
В 1225 году муж сестры Генриха, Софии, граф Фридрих II фон Альтена-Изенберг, опасавшийся разросшегося влияния архиепископа Энгельберта, возглавил против него мятеж вестфальского дворянства. 7 ноября 1225 года Энгельберт был убит в лесу Фридрихом и его сообщниками, за что Фридрих через год был казнен. После смерти Энгельберта Генрих и Ирменгарда вступили в права наследования графством Берг. Впоследствии Генрих помог сыну Фридриха, Дитриху, вернуть владения его отца, которые присоединил к своим землям граф Марка Адольф I. Война между Адольфом и Дитрихом продолжалась до 1 марта 1243 года, когда был заключен мирный договор. По этому соглашению Дитриху отходила часть конфискованных территорий, а остальные владения оставались под управлением Адольфа.
В 1228 году Генрих отправился в Ахен для того, чтобы принять участие в Шестом крестовом походе в Святую Землю, возглавляемом императором Фридрихом II Гогенштауфеном. На время своего отсутствия Генрих поручил управление герцогством своей жене и брату Валерану. До прибытия войска крестоносцев в Иерусалим он исполнял обязанности главнокомандующего, а потом присутствовал на коронации императора.
После возвращения в Германию Генрих воевал на стороне императора с архиепископом Кёльна Конрадом фон Гохштаденом, который был противником Фридриха II и поддерживал папу Григория IX. Генрих претендовал на право быть фогтом аббатства Зигбург, что неоднократно вызывало противостояние с кёльнским архиепископом. В 1231 году между герцогом и архиепископом было заключено перемирие, и в результате герцоги Лимбурга утвердили свои права на аббатство. Передав управление Лимбургом Валерану, Генрих вскоре отправился в паломничество к могиле архиепископа Томаса Бекета в Кентербери. Через три года Генрих снова отправился в Англию для того, чтобы посватать императору Изабеллу, дочь короля Иоанна Безземельного. Брак Изабеллы с Фридрихом состоялся в 1135 году.
В 1238 году Генрих продолжил войну против архиепископа Конрада в союзе с герцогом Брабанта Генрихом II. В 1240 году, после длительного конфликта, между императором и архиепископом был достигнут мир, который был закреплен союзом Адольфа, сына Генриха IV, и Маргариты, сестры Конрада фон Гохштадена. Кроме того, племянник архиепископа, граф Дитрих II фон Гохштаден, женился на племяннице Генриха, Берте, дочери Валерана.
Генрих умер в 1247 году. Старший его сын, Адольф VI, получил графство Берг, наследство своей матери, а младший, Валеран IV, унаследовал Лимбургское герцогство.

## Брак и дети
Жена (ранее, чем с 1116): Ирменгарда (ок. 1200/1204 — 13 августа 1248/1249) — графиня Берга с 1225, дочь Адольфа III. Дети:
- Адольф VI (1220 — 22 апреля 1259), граф Берга с 1247
- Валеран IV (ум. 24 октября 1279), герцог Лимбурга с 1247